# Usini
Usini (Ùsini in sardo) è un comune italiano di 4 134 abitanti della città metropolitana di Sassari in Sardegna, sito nella sub-regione storica del Coros, nel Logudoro. Il comune per i suoi prodotti e riconoscimenti è entrato nel novero delle città del vino.

## Geografia fisica

### Territorio
Il territorio comunale sorge a 200 metri sopra il livello del mare e presenta una superficie di 30,7 chilometri quadrati per una densità abitativa di circa 140 abitanti per chilometro quadrato. Dista circa 8 km da Sassari e 25 km da Alghero.

### Clima
Il clima di Usini è tipicamente mediterraneo, le estati sono calde e gli inverni miti ed umidi.

## Storia

### Preistoria e storia antica
Le testimonianze più antiche di insediamenti umani riferibili al territorio comunale di Usini risalgono al neolitico recente e sono ascrivibili a quel variegato e complesso insieme di manifestazioni culturali comunemente denominato cultura di Ozieri (3.800 - 2.900 a.C.).

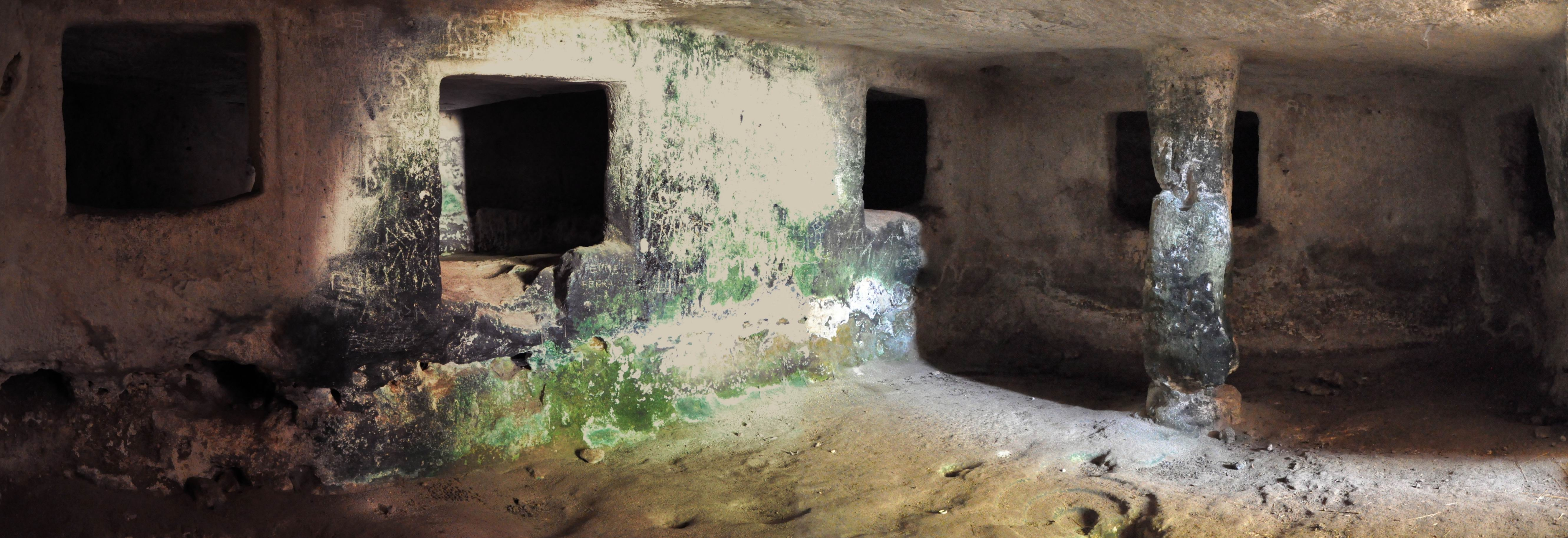
La domus III di S'Elighe Entosu detta "delle sette stanze"

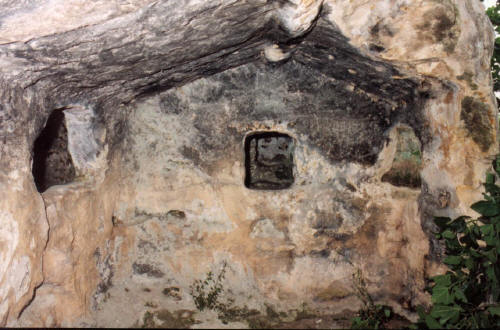
Domus V di S'elighe Entosu

La nascita e la sopravvivenza delle popolazioni prenuragiche fu agevolata dalle favorevoli condizioni geografiche, dall'esistenza di terreni fertili adatti alla coltivazione e dalla ricca presenza di acque sorgive e fluviali. Gli insediamenti umani protostorici nel territorio sono ampiamente documentati dalla intensa distribuzione di domus de janas, alcune delle quali, come la domus V della necropoli di S'Elighe Entosu, riproducono scolpiti nella roccia viva i particolari architettonici delle capanne prenuragiche. Altre domus risalgono invece a periodi relativamente più recenti, essendo ipogei caratterizzati dalla presenza sul prospetto di una stele centinata che richiama quella delle tombe dei giganti e che furono costruiti agli albori della civiltà nuragica; è il caso delle domus a prospetto architettonico di Chercos, di S'Iscia 'e Sas Piras, di Tomestighes e di Sos Baddulesos.
Nonostante la rilevata scarsità di monumenti megalitici (tre i nuraghi censiti), il territorio di Usini continuò ad essere intensamente frequentato in età nuragica. Costituiscono una cospicua testimonianza della presenza umana durante l'età del bronzo le numerose le tombe con prospetto architettonico, talvolta distribuite in piccole necropoli (Molineddu) o a carattere sparso. Di eccezionale importanza è la recente scoperta di una serie di conci isodomi in località S'Iscia 'e Su Puttu, i quali indicano la chiara presenza di una costruzione sacra a carattere templare. Tali conci rientrano nella tipicità costruttiva dei pozzi o fonti sacre. I blocchi hanno forma a "T", perfettamente levigati e dotati di incavi, quadrangolari e ornati lungo il perimetro da cornici in rilievo, altresì numerosi sono i conci dotati di bozze in rilievo.
Il territorio conobbe col tempo altre vicissitudini. Si tratta di alcuni stanziamenti del periodo di dominazione punica e di numerosi insediamenti di età romana repubblicana e imperiale. Tracce evidenti di abitati sorti in età punica e romana sono desumibili dai materiali archeologici rinvenuti sul territorio e che risultano ampiamente documentati in località Su Acchile e sa Cheia,  Pianu 'e Rughes, Su Runatolu, Santa Caterina, Sas Giorras, Ruinas ecc. La romanizzazione del territorio risulta attestata anche dall'esistenza di “diverticula”, ossia le diramazioni stradali che nella viabilità dell'antica Roma costituivano deviazioni dell'arteria principale della Sardegna, la Caralibus – Turrem, la strada romana che partendo da Turris Lybissonis  (l'attuale Porto Torres) attraversava longitudinalmente la Sardegna conducendo a Carales (oggi Cagliari), passando, tra gli altri, anche per i territori abitati dalla popolazione dei Coracenses. Questi ultimi, citati da Tolomeo, furono forse gli antichi popoli della città di Corax o di quei territori che, più tardi in età giudicale, furono accorpati in quella vasta divisione amministrativa denominata Curatoria di Coros. Un'evidente testimonianza dell'antica esistenza di una strada romana nel territorio di Usini è senz'altro costituita dalla edificazione di un ponte romano a due archi (oggi completamente distrutto, ma i cui ruderi erano ancora visibili appena due decenni fa) in regione San Giorgio, nei pressi della confluenza tra il riu Mannu e il rio Mascari.

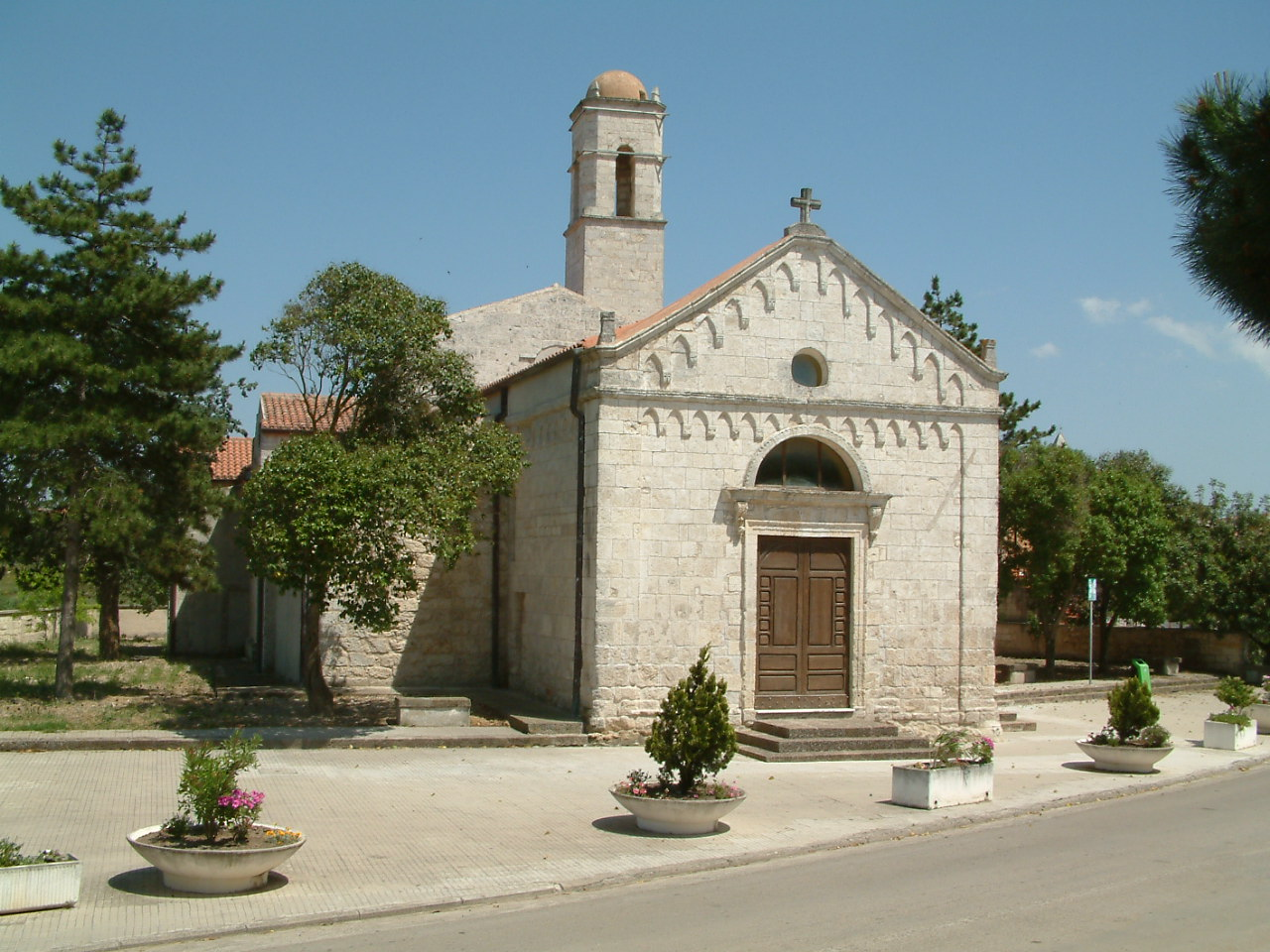
Chiesa di Santa Maria de S'Ena Frisca, oggi di Santa Croce

Anche il sito nel quale nacque e si sviluppò il primordiale villaggio di Usini è di origine antichissima; lo dimostrano il materiale litico (punte di freccia e raschiatoi di ossidiana e selce) e i manufatti ceramici di età romana e medioevale rinvenuti nell'area che costituisce indubbiamente la parte più antica dell'abitato: il rione di Corrau. Si tratta di una serie di reperti riferibili ad un arco temporale di alcuni millenni, grazie ai quali è possibile documentare, nell'area dell'attuale centro abitato, la sussistenza di insediamenti abitativi dalla preistoria ai giorni nostri, senza soluzione di continuità.

### Periodo giudicale
Nel periodo del Giudicato di Torres il villaggio di Usini o Usune, come è citato nelle carte dei condaghi, fu annesso alla curatoria di Coros, al pari di altri villaggi quali Tissi, Ossi, Uri, Iteri, Torricla, Banios, Save, Paulis, Magar, Noale, ecc. La Usini dell'età giudicale fu un ristretto agglomerato di abitazioni coincidente con gli attuali rioni denominati Corrau e Usineddu e racchiuso intorno alle chiesette di San Giovanni Battista e di San Pietro. Solo più tardi, a partire dalla seconda metà del XVIII secolo, in età riformista, cominciarono a formarsi i nuovi quartieri di Sa Maja, Quirigu Murru e Chessa de Canes, con al centro Casteddu, l'odierna piazza Castello, posta al crocevia tra le antiche “carrela manna” e “carrela de sa funtana”, il cui toponimo richiama il ricordo di antiche vestigia, forse riconducibili a strutture Altomedievali di cui, purtroppo, non rimane alcuna traccia.

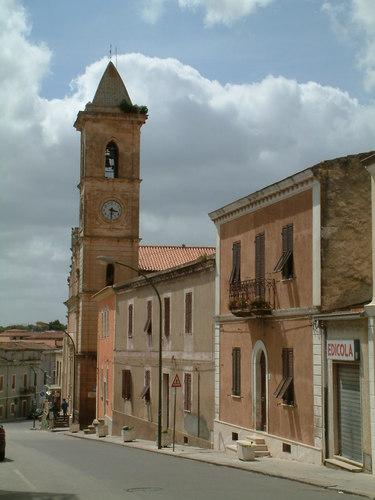
Usini, via Roma

Quando avvenne lo spopolamento e il progressivo abbandono dei villaggi confinanti, Usini riuscì comunque a sopravvivere, resistendo alle micidiali epidemie di peste che falcidiarono i sardi del medioevo. Tutto ciò grazie alla proverbiale caparbietà dei suoi abitanti e alla loro incrollabile fede religiosa, che li condusse, tra il XII e il XIII secolo, sotto la spinta dei monaci benedettini inviati in Sardegna su richiesta dei Giudici di Torres, alla edificazione delle chiese di San Giovanni Battista, di Santa Maria de S'Ena Frisca (oggi di Santa Croce) e di San Pietro. Quest'ultima fu sede parrocchiale nel cinquecento e successivamente finì per cadere in rovina; già nel settecento il complesso religioso fu sede degli oratori di Santa Croce e della Madonna del Rosario e ospitò le rispettive confraternite; nei primi decenni dell'Ottocento l'intera struttura, ormai fatiscente, venne demolita per lasciare spazio alla costruzione della attuale chiesa parrocchiale, dedicata alla Natività di Maria Vergine e terminata nel 1825.

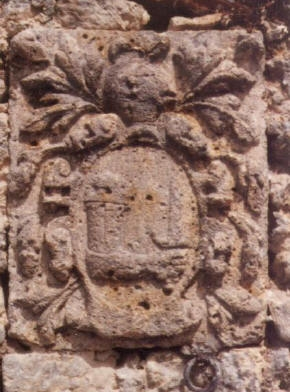
Usini, via Volta, stemma del barone di Usini Giacomo Manca, XVI secolo

### Periodo aragonese e spagnolo
Quelli del Medioevo furono anni terribili, segnati da miserie e povertà assolute. Altissimo fu il tasso di mortalità tra le popolazioni del Logudoro. In tutto questo tempo e in particolare nei secoli di dominazione spagnola, anche Usini conobbe la sottomissione del giogo feudale, esercitata, a partire dal XIV secolo, dalle potenti famiglie dei Centelles, baroni di Osilo e dei Cano-Cedrelles, baroni di Usini.
Con l'ordinamento feudale le vecchie curatorie giudicali cessarono di esistere e i villaggi che ne avevano fatto parte vennero assegnati ai feudatari stranieri che si erano maggiormente distinti durante le guerre di conquista del regno. Dopo essere stato un possedimento di alcuni esponenti della famiglia genovese dei Malaspina, il villaggio di Usini venne concesso in feudo dal re di Aragona al nobile valenzano Gilalberto Centelles, altrimenti chiamato Bernardo di Rivosecco, con il titolo di barone di Osilo. La baronia di Osilo comprendeva a quel tempo, oltre al castello e al borgo osilese, anche i villaggi di Usini. Ittiri, Ossi, Tissi, Muros e Uri.

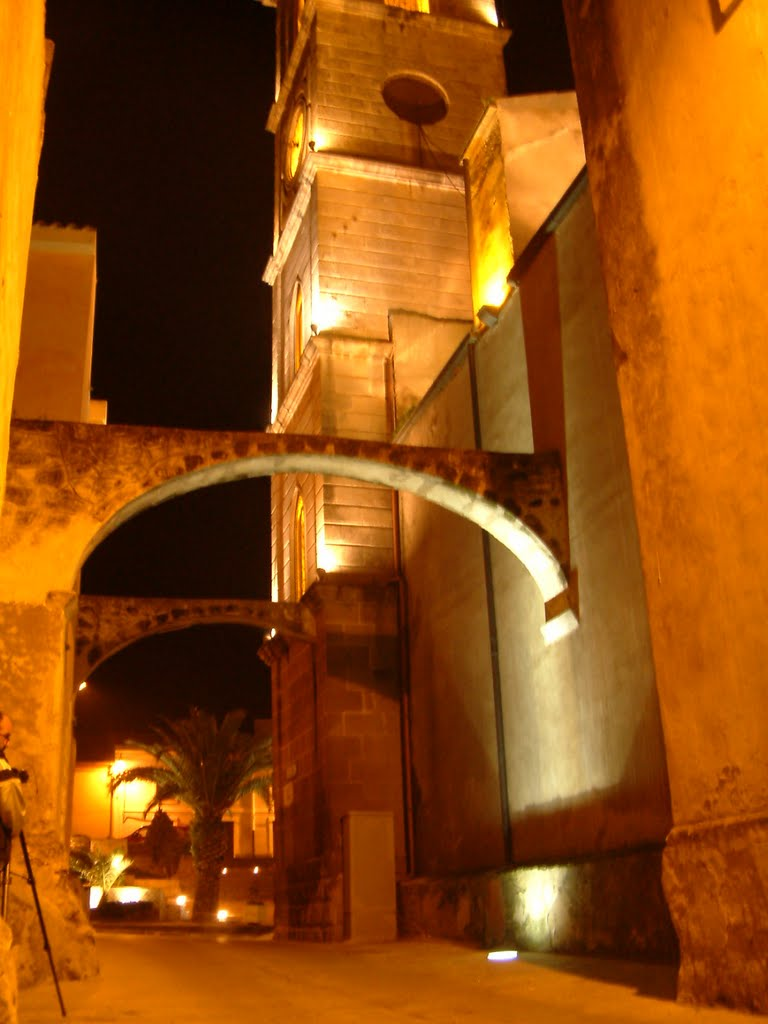
Vicolo del Campanile

Nel 1447, in seguito allo scomposizione del feudo di Osilo, il sassarese Angelo Cano divenne il primo barone di Usini e i suoi discendenti, appartenenti alle nobili famiglie Fabra e Cedrelles, si contesero a fasi alterne il dominio sui possedimenti feudali. La giurisdizione della baronia di Usini comprendeva i villaggi e i territori di Usini, Ittiri, Uri, Ossi, Tissi e Muros. Nel 1544 il barone Galzerando Cedrelles cedette la baronia di Usini (con annessi i villaggi di Usini e Tissi) a Giacomo Manca e da allora, per un lunghissimo periodo compreso tra il 1544 e il 1839, furono i suoi discendenti ad assumere l'amministrazione del villaggio. Nel 1528 il villaggio di Tissi rimase spopolato a causa della peste che aveva sterminato l'intera popolazione. Nel 1599 e nel 1600 il barone di Usini Giacomo Manca III si adoperò per ripopolare il villaggio, facendo costruire dieci case presso la chiesa di Sant'Anastasia e poi altre venticinque che furono assegnate alle famiglie povere di Ossi che lì si stabilirono.
A partire dal 1643, la baronia di Usini venne trasformata in contea e assunse la denominazione di “contea di San Giorgio”, dal nome della chiesa campestre di San Giorgio di Oleastreto (oleastretum = piccolo olivastro), edificata verosimilmente nei primi anni del XII secolo a circa 8 km, in direzione NO, dal centro abitato di Usini, che fu per lunghi secoli di proprietà delle monache pisane di San Leonardo di Stagno e dove, ogni primo di maggio, si teneva la festa del “Santo Guerriero” a cura del feudatario, con la partecipazione delle cavallerie e dei fedeli che popolavano i villaggi di Usini e di Tissi.

### Storia moderna
Ma non sempre i feudatari governarono con saggezza ed equità. Verso la fine del XVIII secolo, i pesanti tributi feudali imposti dal duca dell'Asinara e conte di San Giorgio, Antonio Manca Amat, non tardarono ad animare i propositi rivoluzionari nelle popolazioni logudoresi. Lo spirito ribelle degli usinesi si animò fieramente quando, nel marzo del 1796, venne sottoscritto il grande patto antifeudale, insieme ad altri 32 villaggi del Logudoro. Fu in quel tormentato periodo della storia della Sardegna che i contadini di Usini, stanchi dei soprusi e delle vessazioni del feudatario, si rifiutarono di pagare i balzelli feudali; durante la rivolta angioiana parteciparono all'assalto di Sassari il 28 dicembre 1795, guidati da Francesco Cilocco e da Gioachino Mundula, occupando l'abitazione del duca dell'Asinara (il palazzo Manca di Usini nell'attuale Piazza Tola a Sassari); infine, seguirono fino al ponte di Tramatza l'alternos Giommaria Angioy nella sua sfortunata marcia verso Cagliari, capitale del potere statuale e politico della Sardegna di fine Settecento.

Verso la fine del XVIII secolo, Usini conobbe sanguinosi episodi di conflittualità interni, culminati nella tragica vicenda che ebbe come protagonista il "bandito" Francesco "Cicciu" Derosas. In età sabauda assistette alla nascita della proprietà terriera, prima con l'”editto delle chiudende” e poi, in seguito all'abolizione del feudalesimo, con l'assegnazione delle terre demaniali. Nella seconda metà dell'Ottocento, avutosi il riscatto delle aree feudali, il territorio di Usini venne frazionato in lotti da due ettari ciascuno, che vennero assegnati ai privati mediante atto di estrazione a sorte. Venne così soppressa la forma di gestione comunitaria della terra che da secoli aveva caratterizzato l'economia agraria dell'isola.

### Simboli
Lo stemma e il gonfalone del comune di Usini sono stati concessi con decreto del presidente della Repubblica dell'8 gennaio 1975.
Riprende il blasone della nobile famiglia Manca.
Il gonfalone è un drappo di bianco.

## Monumenti e luoghi d'interesse

### Architetture religiose
- Chiesa di Santa Maria Bambina: ubicata in via Roma, è la chiesa parrocchiale
- Chiesa di Santa Croce: ubicata vicino al complesso scolastico a pochi metri di distanza dalla parrocchiale
- Chiesa di San Giorgio di Oleastreto: ubicata nell'omonima frazione
- Chiesa di San Giovanni: ridotta a rudere, è ubicata nelle vicinanze del parco lavatoio "Su Trogliu"

### Architetture civili
- Casa del Pievano: ubicata di fronte alla parrocchiale
- Su Magasinu 'e su Fattore: edificio chiuso ubicato al lato della piazza della parrocchiale
- Casa Derosas: ubicata in via Roma
- Casa Diaz: ubicata in Piazza Castello

### Siti archeologici
- Necropoli di S'Elighe Entosu
- Necropoli di S'Iscia 'e Sas Piras

## Società

### Evoluzione demografica
Usini è sempre in costante crescita in quanto molte famiglie provenienti da Sassari (ma anche da altri paesi) si trasferiscono preferendo vivere in un paese tranquillo e a pochissimi chilometri dalla città.
Abitanti censiti

### Lingue e dialetti
La variante del sardo parlata a Usini è quella logudorese settentrionale.

## Cultura
Un ordinato sistema viario consente di osservare nel suo centro storico costruzioni civili di architettura essenziale che rivelano le origini contadine dei suoi abitanti. Il paesaggio circostante presenta oliveti, carciofaie e rigogliosi vigneti, il cui prodotto è da sempre motivo di orgoglio per i viticoltori usinesi.
Nonostante la vicinanza alla città di Sassari, Usini è riuscita a conservare i suoi tratti distintivi; i suoi abitanti sono proficuamente impegnati nella valorizzazione delle tradizioni, delle pratiche e dei saperi locali. Gli attivissimi e vivaci gruppi folkloristici locali, oltre ad essere la testimonianza suggestiva dello splendore del vestiario popolare, sono allo stesso tempo la rappresentazione della specificità della musica, dei canti e delle danze tradizionali. Soprattutto negli ultimi anni, le amministrazioni comunali, la Pro Loco e le varie associazioni culturali hanno intrapreso, attraverso la realizzazione di manifestazioni popolari, un costante processo di rivalutazione delle tradizioni, delle produzioni enogastronomiche locali e di salvaguardia della loro specificità; tra questi eventi si ricordano: il "Concorso Enologico" a maggio, la sagra "Andarinos de Usini" e il "Festival Internazionale del Folklore" ad agosto, la degustazione itinerante "Ajò a Ippuntare" a dicembre.

Significativi in questo senso sono stati anche i recenti progetti di acquisizione di strutture abitative ottocentesche, quali la “Casa Derosas” in via Roma e la “Casa Diaz” in Piazza Castello, il cui completo recupero è finalizzato all'allestimento di esposizioni etnografiche permanenti e alla creazione di un museo della civiltà contadina.
L'obiettivo è quello di esercitare una legittima tutela della propria identità, resistendo al dilagante processo di omologazione mediatica e ai fenomeni di deculturazione prodotti dall'evoluzione delle dinamiche sociali.

## Infrastrutture e trasporti

### Ferrovie
Nelle campagne all'estremità nord-ovest del territorio comunale è attiva la stazione di San Giorgio, impianto situato lungo la ferrovia Sassari-Alghero gestita da ARST. Porta invece il nome del comune la stazione di Tissi-Usini, realizzata lungo la Ozieri Chilivani-Porto Torres nel territorio comunale di Tissi e non più in uso per il servizio viaggiatori.

## Amministrazione
| Periodo         | Periodo         | Primo cittadino       | Partito                                     | Carica  | Note   |
| --------------- | --------------- | --------------------- | ------------------------------------------- | ------- | ------ |
| 23 aprile 1995  | 16 aprile 2000  | Giuseppe Achenza      | centro                                      | Sindaco | [ 8 ]  |
| 16 aprile 2000  | 8 maggio 2005   | Giuseppe Pompeo Piras | lista civica                                | Sindaco | [ 9 ]  |
| 8 maggio 2005   | 30 maggio 2010  | Giuseppe Achenza      | lista civica                                | Sindaco | [ 10 ] |
| 30 maggio 2010  | 31 maggio 2015  | Giuseppe Achenza      | lista civica "Pensiamo e Cresciamo Insieme" | Sindaco | [ 11 ] |
| 31 maggio 2015  | 26 ottobre 2020 | Antonio Brundu        | lista civica "Civicamente per Usini"        | Sindaco | [ 12 ] |
| 26 ottobre 2020 | in carica       | Antonio Brundu        | lista civica "Civicamente per Usini"        | Sindaco | [ 13 ] |

## Sport

### Calcio
La principale squadra di calcio della città è l'U.S.D. Usinese 1961 che milita nel girone B sardo di Promozione. I colori sociali sono il rosso e il blu. È nata nel 1961.